# Джордж Уокър Буш
Джордж Уокър Буш (на английски: George Walker Bush, произн.), известен и като Джордж Буш-младши, е американски политик от Републиканската партия. Син на политика и американски президент Джордж Хърбърт Уокър Буш, той е губернатор на щата Тексас (1995 – 2000) и в два мандата президент на Съединените щати (2001 – 2009).
След завършването на колеж Буш работи в нефтения бизнес на семейството си, преди да се кандидатира неуспешно за Камарата на представители през 1978 г. Впоследствие е съсобственик на бейзболния отбор „Тексас Рейнджърс“, след което се връща в политиката, кандидатирайки се за губернатор на Тексас. Той побеждава Ан Ричардс и е избран за губернатор през 1994 г. Буш е избран за президент през 2000 г. като кандидат на Републиканската партия в оспорвана надпревара, в която той губи по брой подадени гласове националния вот, но печели в места в Избирателната колегия.
Като президент Буш подписва закона за съкращаване на данъците с 1,35 милиарда долара през 2001 г. и акта „Не оставяй след себе си децата“ през 2002 г. През октомври 2001 г. след атаките от 11 септември Буш обявява световна Война срещу тероризма и нарежда инвазия в Афганистан за свалянето от власт на талибаните, унищожаването на „Ал Кайда“ и залавянето на Осама бин Ладен. През март 2003 година Буш нарежда инвазия в Ирак, твърдейки, че Ирак притежава оръжия за масово унищожение и че войната е задължителна за защитаването на Съединените щати.
По средата на войната в Ирак Буш е преизбран през ноември 2004 година. Президентската му кампания срещу сенатора Джон Кери е успешна, въпреки споровете около продължаването на войната в Ирак и вътрешните проблеми. След преизбирането си Буш получава все повече разгорещени критики по свой адрес. Той има отличителната черта да има най-високите и най-ниските рейтинги на доверие сред всички президенти в историята по време на мандата им. Одобрението варира от 90 процента веднага след атаките от 11 септември до 24 процента с неодобрение от 65%, най-високият процент на неодобрение след президентите Ричард Никсън и Хари Труман. В световен мащаб, Буш е един от най-непопулярните политици с рейтинг на неодобрение от 87% във Франция и Германия и 88% в Испания.
Джордж Уокър Буш става вторият президент на Съединените щати след Бил Клинтън, посетил България.

## Детство и живот след колежа
Роден в Ню Хейвън, Кънектикът на 6 юли 1946 г., Буш е първото дете на Джордж Хърбърт Уокър Буш и Барбара Буш. Буш е отгледан в Мидланд и Хюстън, Тексас с тримата си братя Джеб, Нийл и Марвин и сестра си Дороти. Друга по-млада сестра Робин умира през 1953 г. на 3 години от левкемия. Дядото на Буш – Прескот е бил сенатор от Кънектикът, а баща му служи като президент на САЩ от 1989 до 1993 г. Неговият племенник Джордж П. Буш служи в администрацията на щата Тексас.
Буш посещава академията „Филипс“ в Андовър, Масачузетс, където играе в училищния отбор по бейзбол. Следвайки стъпките на баща си Буш завършва университета „Йейл“ и получава бакалавърска степен по история през 1968 г. Като студент от най-горния курс той става член на тайното общество от масонски тип „Череп и кости“. По собствените си думи Буш е бил среден студент.
През май 1968 г. в разгара на Виетнамската война Буш е приет в Тексаската въздушна гвардия, въпреки че покрива само 25 процента от писмения изпит за пилот, което е най-ниската допустима оценка. Това е по времето, когато над десет хиляди служители на гвардията, повечето бойни пилоти, са извикани да служат активно във Виетнам и в подкрепа на операциите там.
След много тренировки Буш е назначен на служба в Хюстън на Конвеър F-102 във въздушната база Елингтън. Критиците твърдят, че Буш е фаворизиран заради високото място на баща му в политиката и че е бил нередовен в появите си. Министерството на отбраната на САЩ публикува всички писмени документи за службата на Буш в армията, казвайки, че са официален архив. През 1970 г. Буш подава молба за записване в Тексаския университет по право, но му е отказано. Той преминава в Алабамската въздушна гвардия през 1972 г., за да работи по републиканската кампания за Сената, а през октомври 1973 г. е освободен от гвардията на Тексас почти осем месеца преди да влезе в „Харвардското бизнес училище“ и завършва шестгодишната си служба в запаса.
Има сведения, че по това време Буш е злоупотребявал с алкохол и се е държал непочтено. Буш признава, че е пиел много в тези години и описва този период като „номадски“ в неговата „безотговорна младост“. На 4 септември 1976 г. на 30 години Буш е арестуван за шофиране под въздействието на алкохол близо до семейната лятна вила в Кенебънкпорт, Мейн. Той пледира, че е невинен, но е глобен със 150 долара и забрана за шофиране в Мейн до 1978 г.
След получаването на магистърска степен от Харвард Буш влиза в нефтения бизнес в Тексас. През 1977 г. той е запознат от приятели с Лора Уелч, учител и библиотекар. Те се оженват и се установяват в Мидланд, Тексас. Заради жена си Буш напуска семейната Епископална църква и се присъединява към Методистката.
През 1978 г. Буш се кандидатира за Камарата на предсавителите от 19 конгресен окръг на Тексас. Опонентът му Кент Ханс описва Буш като неосведомен за провинциален Тексас. Буш губи с 6000 гласа. След поражението той се връща към нефтения бизнес, ставайки главен партньор на няколко рисковани предприятия като „Арбусто Енерджи“, „Спектрум 7“, и по-късно „Харкен Енерджи“. Тези авантюри пострадват от общото падане на цените на петрола от 80-те години, които повлияват индустрията и регионалната икономика. Допълнително изникват въпроси за облагодетелстване на вътрешни лица в Харкен, макар че Комисията за сигурност и обмен разследва Буш и заключава, че той няма достатъчно вътрешна информация, преди акците му да дадат основание за дело.
Буш се премества със семейството си във Вашингтон през 1988 г. за да работи върху кампанията на баща си за президент на САЩ. Връщайки се в Тексас след края на кампанията, Буш купува дял в бейзболния клуб „Тексас Рейнджърс“ през април 1989 г., където служи като основен партньор за пет години. Буш активно води проектите на тима и редовно присъства на мачовете, често избирайки да седи на трибуните с феновете. Продажбата на дяловете на Буш през 1998 г. му донасят над 15 милиона долара, влагайки първоначално само 800 000.

## Губернатор на Тексас
Буш обявява кандидатурата си за губернаторските избори в Тексас през 1994 г., докато брат му Джеб се бори за мястото във Флорида. Печелейки лесно номинацията на Републиканската партия Буш се изправя срещу действащия губернатор Ан Ричардс – популярен демократ, сочен за фаворит.
Буш е подкрепен от няколко политически съветници като Карън Хъгс, Джо Олба и Карл Роув. Кампанията на Буш е критикувана, че е използвала спорни методи с които да унижи Ричардс. След впечатляващо представяне на дебатите популярността на Буш се увеличава. Той печели с 52 на 47 процента срещу Ричардс.
Като губернатор Буш успешно спонсорира законодателството за закононарушителната реформа, увеличава финансирането на образованието, налага по-високи стандарти за училищата и реформира правосъдната система. Под негово ръководство Тексас екзекутира рекордните 152 затворника. Буш използва бюджетния излишък да пробута план за орязване на данъците с 2 милиарда долара, най-големият в тексаската история, който укрепва акредитивните писма на Буш като про-бизнес фискален консерватор.
Също така Буш инициира религиозно-базираните обществени програми като разширява правителствения капитал и подкрепя религиозните организации, осигуряващи социални услуги за образованието и превенцията на алкохола и наркотиците както и намаляване на домашното насилие. Той провъзгласява 10 юни за Ден на Исус в Тексас, ден в който той подтиква „всички тексасци да отговарят на повикванията за помощ.“ През 1998 г. Буш е преизбран с почти 69 процента от гласовете. След година той решава да потърси номинацията на Републиканската партия за президент.

## Президентски избори през 2000 година

### Първични избори
Кампанията на Буш е водена от Роув, Хъгс и Олба и други тексаски политици. Той печели минимално в 38 от щатите. След като печели предизборното партийно съвещание в Айова, Буш губи от щатския сенатор Джон Маккейн първичните избори в Аризона и Ню Хампшър. След това Буш печели 11 от общо 16 първични избори, ефективно прегръщайки републиканската номинация.
В републикански телевизионен дебат проведен в Де Мойн, Айова на 13 декември 1999 г., всички от участващите кандидати са попитани „С кой политически философ или мислител се отъждествявате и защо?“ За разлика от другите кандидати, които посочват бивши президенти и други политически фигури Буш отговаря „Христос, защото ми промени сърцето“. Апелът на Буш за религиозни ценности изглежда е подкрепен в основните избори. Според проучване на Галъп тези, които казват, че ходят всяка седмица на църква му дават 56% от вота си през 2000 г. и 63% през 2004. По време на изборите Буш определя себе си като „състрадателен консерватист“ и политическата му кампания обещава „че ще възстанови честта и достойнството на Белият дом“, препратка към скандалите и импийчмънта на предшественика му.

### Основни избори
На 25 юли 2000 г. Буш изненадва повечето наблюдатели с искането си изпълнителният директор на „Халибъртън Корпорейшън“ и бивш шеф на Генералния щаб, представител в Камарата и министър на отбраната Дик Чейни да стане негов вицепрезидент. По това време Чейни служи в Комитетът на Буш за намиране на вицепрезидент.
Докато набляга на успешните си мандати като губернатор на Тексас кампанията на Буш критикува номинацията на Демократическата партия, действащият вицепрезидент Ал Гор, за контролът на оръжията и данъците.
Буш печели изборите след спорна победа в щата Флорида, където излизат гласове за Гор и след това отиват за Буш. Близостта на резултатите и сведенията за непреброени гласове водят до ръчно преброяване на гласовете във Флорида. Две дела идват до Буш и техния изход се оспорва в съдилищата още месец докато стигне до Върховния съд на САЩ. На 9 декември в делото Буш срещу Гор Съдът отменя решението на Върховния съд на Флорида за трето преброяване и спира обявените национални ръчни преброявания базирайки се на аргументите, че различните стандарти които различните преброителни процедури имат ще нарушат клаузата за равноправието приета от 14-а поправка на Конституцията. Машинното преброяване отчита, че Буш печели изборите във Флорида с допустима грешка от 537 от 6 милиона гласа.
Буш получава 271 срещу 266 електорални гласа на Гор след развръзката във Флорида. Въпреки това той загубва народния вот с почти половин милион гласа правейки го по този начин първият президент, който е избран без да получи болшинството от народните гласове от Бенджамин Харисън насам през 1888 г.

## Президентски избори през 2004 година
Буш разполага с широка подкрепа в Републиканската партия и не среща силен съперник. Той назначава Кенет Мелман за мениджър на кампанията с политическа стратегия, измислена от Роув. Буш очертава дневния ред включващ силна обвързаност с войните в Ирак и Афганистан, подновяване на закона USA PATRIOT, правене намаленията на данъците перманенти, орязване бюджетния дефицит наполовина, поощряване на образованието както и реформа в законът даващ право за предявяване на иск, реформа в социалното осигуряване и създаване на общество на собственостите.
Кампанията на Буш говори из Щатите против кандидатите-демократи и най-вече срещу главния му съперник сенаторът от Масачузетс Джон Кери. Кери и другите демократи атакуват Буш за войната в Ирак усещайки излишъка на закона USA PATRIOT и провалът за стимулиране на икономиката и растежът на работи. Кампанията на Буш характеризира Кери като твърд либерал който ще увеличи данъците и размерът на правителството. Тя продължително критикува привидно несъвместимите изявления на Кери за войната в Ирак и твърди за липсата на визия за успех във войната срещу тероризма. Буш печели 31 от 50 щата и 286 гласа в избирателната колегия.
Буш печели категорично мнозинство при народния вот ставайки по този начин първият президент сторил това от 1988 г. насам. В допълнение преизбирането на Буш се случва заедно със запазването на мнозинството на двете камари на Конгреса от Републиканската партия нещо, което не се е случвало от 1924 г. насам.

## Президентство

### Икономическа политика
Срещайки опозиция в Конгреса Буш държи речи из доста от градовете в Щатите през 2001 г. за да увеличи народната подкрепа за плана си за съкращаване на данъците с 1.35 милиарда долара, един от най-големите в американската история. Буш и неговите икономически съветници твърдят, че неизразходваните пари на правителството трябва да се върнат на данъкоплатците. Със сведенията за заплаха от рецесия, идващи от председателя на федералния резерв Алън Грийнспан, Буш твърди, че това съкращаване на данъците ще стимулира икономиката и ще създаде нови работни места. Други, включително и министърът на финансите Пол О′Нийл, са против някои от съкращенията и посочват, че те ще допринесат за бюджетния дефицит и ще подкопаят социалното осигуряване.
Под администрацията на Буш реалният БВП е нараснал със средногодишно увеличение от 2,5%, значително под средното за бизнес периода от 1949 до 2000 г. Средната стойност на Дау Джоунс са нараснали с 30 процента от януари 2001. Безработицата се увеличава от 4,2% през януари 2001 до 6,3% през юни 2003 и спада до 4,5% през юли 2007. Бюджетният дефицит за 2006 е 434 милиарда долара (значително увеличение в сравнение с 86 милиарда щатски долара излишък през 2000 г.). Уреждането на проблема с инфлацията върху средния домашен доход е в застой, докато бедността на населението се увеличава. По данни от 23 август 2007 г. националният дълг официално се е увеличил до 8.98 билиона щатски долара. Националният дълг се е увеличил с 3.25 билиона щатски долара, откакто Буш става президент.
Докато някои твърдят, че ерата на Буш в икономиката облагодетелства богатите, а не мнозинството от средната и долната класа хора, а други заявяват напълно обратното, дадената информация предполага увеличение на стандарта за живот за всички обществени положения на социо-икономическия слой и техните приходи са доказано увеличени. Друга важна част от икономическия план на Буш е актът за превенцията на злоупотребяване с банкрута и защита на потребителите.

### Образование и здравеопазване
Актът „Не оставяй след себе си децата“ има за цел да прецени и затвори пролуката между представянето на богатите и бедните студенти, да осигури възможности за родителите със студенти в слабите училища и цели повече финансиране от федералните власти за нискобюджетните училища. Критиците твърдят, че Буш не е финансирал собствената програма, а демократическият сенатор Тед Кенеди заявява: „Трагедията е че тези дългочакали реформи са най-накрая на място, но парите не са.“ Много образователни експерти критикуват тези реформи спорейки че фокусът на НОССД е тест на залога и количествените последствия са вредни. Буш увеличава финансирането на Националната научна фондация и Националният институт по здравеопазване в първите години от управлението си и създава образователни програми, които да засилят обучението в науката и математиката за студентите от американските висши училища. Все пак финансирането за НИЗ не успява да върви ръка за ръка с инфлацията през 2004 и 2005 г. и накрая е спряна през 2006 – първото такова спиране от 35 години насам.
През 2007 Буш е против и налага вето на „Здравноосигурителната програма за децата“ (ЗПД), което е превърнато от демократите във война за законопроекта за финансиране и накрая премахнато от Конгреса. Законът ЗПД щеше значително да разшири федералното финансиране на здравеопазването и плановете за деца от някои нискобюджетни семейства от около 6 до 10 милиона непълнолетни. Той щеше да бъде финансиран от увеличение в данъците за цигари. Буш вижда закона като стъпка към либералната платформа на социализираното здравеопазване и заявява че програмата ще облагодетелства семействата с 83 000 долара на година, а те иначе нямат нужда от тази помощ.

### Социални услуги и социална сигурност
Буш насърчава нарастващата дерегулация и възможностите за инвестиции в социалните услуги, водейки опитите на републиканците да не приемат „Медицинският акт за 2003“, който прибавя правило за лекарствата на Държавната здравна служба и създава „Здравно запазване на сметки“ и щеше да позволи на хората да оставят настрани част от парите за данъци за „черни дни“.
Лоби групата на пенсионерите ААПХ работят с администрацията на Буш по програмата и дават своята подкрепа. Буш казва, че законът, оценен на 400 милиарда щатски долара през първите 10 години, ще даде на възрастните „по-добри избори и повече контрол върху грижата за здравето им“.
Буш започва втория си мандат очертавайки голяма инициатива да реформира Социалната сигурност, която среща рекордни дефицитни преценки в началото на 2005. Буш я прави център на своята политика въпреки противоположните вярвания в медиите и в Конгреса, който вижда проблема като „трета релса“ и американската публика, съмнителна във всеки опит да я промени. Също така е широко вярвано че това е в областта на Демократическата партия, а републиканците в миналото са обвинявани в опити да я изпразнят или приватизират. През 2005 г. по време на речта си „За състоянието на Съюза“ Буш обсъжда твърденията за неизбежния банкрут на програмата и атакува политическата мудност срещу реформите. Той предлага възможности да позволи на американците да отклонят част от данъка си за социалната сигурност в безопасни инвестиции, създавайки бели пари за черни дни, което както твърди ще донесе устойчив растеж. Въпреки подчертаните гаранции и оставайки отворен към други планове, планът на Буш е критикуван за високите си разходи и демократите го атакуват като опит за частично приватизиране на системата и че оставя американците изложени на прищевките на пазара. Буш предприема 60-дневно национално турне, говорейки убедително за инициативата си в събития в медиите („Разговор за Социалната сигурност“) в напълно неуспешен опит да набере подкрепа от хората. Въпреки енергичната кампания на Буш да поощри планът му за реформа на Социалната сигурност през май 2005 народната подкрепа за предложението на Буш главоломно пада ръководството на републиканското мнозинство решава да не сложи реформата в Социалната сигурност в списъка с приоритетите за остатъка от техния законен дневен ред за 2005. Законните очаквания на предложението са по-късно занижени от политическото падение покрай ураганът Катрина в края на 2005. В подготовката за изборите за Конгреса през 2006 републиканското мнозинство в Конгреса слага на заден план реформите за Социалната сигурност. Никакви реални законодателни действия не са взети по това предложение през 2006. След като демократите установяват контрол и над двете камари на Конгреса, като резултат от средномандатните избори шансовете за по-нататъшни конгресни действия по предложението на Буш изглеждат мъртви до края на мандата му.

### Политика за околната среда и глобалното затопляне
До влизането си в офис през 2001 Буш не подкрепя протокола от Киото, подобрение на Конвенцията на Обединените нации за промените в климата, която се мъчи да наложи задължителни цели за намаление на емисиите от парникови газове. Буш частично базира решението си на факта, че Сенатът гласува с резултат 95 – 0 през 1997 г. за резолюция, изразяваща неодобрението си на протокола. Буш твърди, че няма да подкрепи договор, ограничаващ 80 процента от населението на света, който ще струва на икономиката десетки милиарди долари и е базиран само на „несигурната наука за климатичните промени“. Позицията на администрацията на Буш за глобалното затопляне

### Инцидент с хвърляне на обувки по Буш
На 14 декември 2008 г. по време на пресконференция в Багдад иракският журналист Мунтазар ал-Зайди замеря с обувките си Джордж У. Буш, извиквайки „Това е за вдовиците и сираците и всички убити в Иракската война!“.

## Годините след президентството
На 20 януари 2009 г. Буш бива наследен от първия афроамериканец избран за президент Барак Обама.
Буш както всички други президенти се оттегля от обществения живот след изтичане на втория му мандат. Но това не му пречи да има различни изяви свързани с времето на неговото президентство и с изграждането на собствен президентски център.
През 2010 г. след опустошителното земетресение в Хаити, Буш и друг бивш президент Бил Клинтън създават фондация за събиране на средства за жертвите от природното бедствие. По този начин също като баща си Джордж Х. У. Буш се сприятелява с Клинтън.
На 25 април 2013 г. е открита президентската му библиотека в Далас, Тексас. На откриването присъстват президента Барак Обама и бившите президенти Бил Клинтън, Джордж Буш-старши и Джими Картър.
На 2 ноември 2014 г. Буш публикува биографията на баща си Джордж Буш-старши, който е 41-вият президент на САЩ.
На президентските избори през 2016 г. той подкрепя брат си Джеб Буш, който е бивш губернатор на щата Флорида за кандидат за президент от републиканците, но бива победен от спечелилия изборите бизнесмен Доналд Тръмп, който не е подкрепен от президентите Буш.
На 7 септември 2017 г. Буш заедно с останалите бивши президенти Картър, Буш-баща, Клинтън и Обама основават фондация с която да се подпомогнат жертвите от ураганите „Харви“ и „Ирма“.
На 7 април 2018 г. той и баща му като бивши президенти посрещат в Тексас престолонаследника на Саудитска Арабия Мохамед Бин Салман.
На 17 април 2018 г. неговата майка и бивша първа дама Барбара Буш умира на 92-годишна възраст в Хюстън, Тексас и присъства на погребението и на 21 април в президентската библиотека на баща му – Джордж Буш-старши.
Седем месеца по-късно на 30 ноември 2018 г. неговият баща бившият президент Джордж Буш-старши умира в Хюстън на 94 години, като най-дълго живелият президент в историята на САЩ. На 5 декември Буш-младши заедно с останалите живи президенти Картър, Клинтън, Обама и Тръмп присъстват на погребението на бившия президент Буш-старши. След смъртта на баща си, Джордж Буш-младши остана единственият бивш президент който е републиканец, останалите бивши президенти Картър, Клинтън и Обама са демократи. На 20 януари 2021 г. след оттеглянето на Доналд Тръмп, вече има двама бивши президенти, които са републиканци.

## Семейство
Със своята съпруга Лора Буш имат 2 дъщери-близначки и 5 внуци. Негови родители са бившият президент Джордж Буш-старши и бившата първа дама Барбара Буш. Негов по-млад брат е бившият губернатор на щата Флорида Джеб Буш. Неговият племенник Джордж П. Буш служи в администрацията на щата Тексас.